# Вилла Триссино (Криколи)
Вилла Триссино, Вилла Триссино в Криколи (итал. Villa Trissino (Cricoli)) — патрицианская вилла, принадлежавшая Джанджорджо Триссино, расположенная в Криколи, недалеко от центра города Виченца, на севере Италии. Здание построено в XVI веке и по традиции приписывается архитектору Андреа Палладио. С 1994 года вилла вместе с другими постройками Палладио включена в список Всемирного наследия ЮНЕСКО «Города Виченца и Палладиевых вилл Венето» (Città di Vicenza e Ville Palladiane del Veneto).

## История

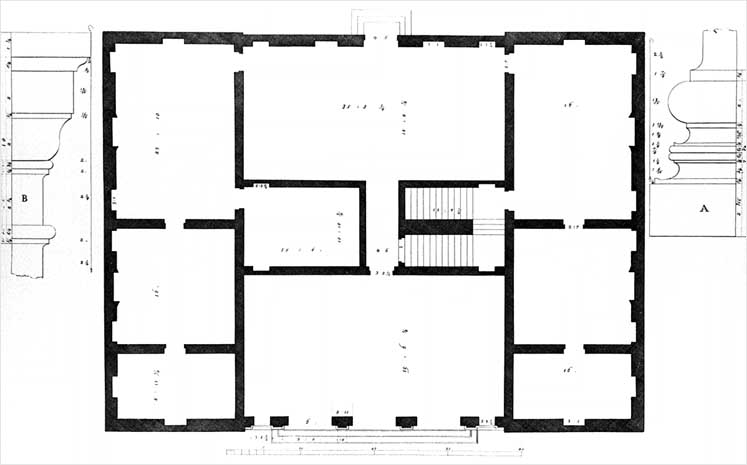
План виллы Триссино. Чертёж Оттавио Бертотти Скамоцци. 1778

До настоящего времени не установлено, была ли эта вилла спроектирована самим Палладио, но она является важным памятником палладианского наследия. Ибо, по преданию, именно здесь, во второй половине 1530-х годов, вичентинский дворянин Джанджорджо Триссино (1478—1550) во время работы над строительством своей виллы встретил молодого каменщика по имени Андреа ди Пьетро. Каким-то образом прочувствовав талант юноши, Триссино взял на себя заботы о его обучении, ввёл его в круг вичентинской аристократии, взяв его с собой в некоторые из своих поездок в Рим для изучения классической архитектуры, и в течение нескольких лет превратил в архитектора, получившего широкое гуманистическое образование. Именно Триссино убедил его взять псевдоним Палладио, от эпитета древнегреческой богини Афины Паллады.
Джанджорджо Триссино был литератором, автором пьес для театра и учёных работ по грамматике и фонетике итальянского языка. В Риме он был принят в узкий круг гуманистов папы Льва X Медичи, где познакомился с Рафаэлем Санти. Знаток архитектуры (сохранились его рисунки для собственного городского дворца и проект трактата об архитектуре), Триссино, вероятно, лично отвечал за реконструкцию семейной виллы, которую унаследовал от отца.

## Архитектура виллы
Триссино не стал сносить существовавшее ранее здание, а перепроектировал его, отдав приоритет главному фасаду, обращённому на юг. Этот жест был своего рода манифестом принадлежности к новой строительной культуре, основанной на повторном открытии и пиетете к древнеримской архитектуре. Между двумя ранее построенными башнями как бы вставлена двухэтажная лоджия с тремя арками, которая была непосредственно вдохновлена фасадом виллы Мадама в Риме, построенной по проекту Рафаэля и опубликованной Себастьяно Серлио в 1540 году в третьей книге его трактата «Семь книг об архитектуре». Триссино реорганизовал помещения в последовательность комнат, которые различаются по размерам, но связаны пропорциями по палладианской системе (1:1; 2:3; 1:2).
Строительные работы были завершены к 1538 году. В конце XVIII века вичентинский архитектор Оттоне Кальдерари несколько изменил постройку, а в первые годы двадцатого века вторая серия работ свела на нет последние следы средневекового здания, завершив его в качестве «запоздалой палладианизации».